# Atelopus nocturnus
Atelopus nocturnus é uma espécie de anfíbio anuro da família Bufonidae. Não foi ainda avaliada pela Lista Vermelha do UICN. Está presente na Colômbia.